# Chromonephthea
Chromonephthea is een geslacht van neteldieren uit de klasse van de Anthozoa (bloemdieren).

## Soorten
- Chromonephthea aldersladei van Ofwegen, 2005
- Chromonephthea aurantiaca (Verrill, 1865)
- Chromonephthea bayeri van Ofwegen, 2005
- Chromonephthea benayahui van Ofwegen, 2005
- Chromonephthea braziliensis van Ofwegen, 2005
- Chromonephthea brevis van Ofwegen, 2005
- Chromonephthea bundegiensis (Verseveldt, 1977)
- Chromonephthea cairnsi van Ofwegen, 2005
- Chromonephthea cobourgensis van Ofwegen, 2005
- Chromonephthea complanata (Kükenthal, 1910)
- Chromonephthea cornuta (Verseveldt, 1977)
- Chromonephthea costatofulva (Burchardt, 1898)
- Chromonephthea curvata (Kükenthal, 1911)
- Chromonephthea dampierensis (Verseveldt, 1977)
- Chromonephthea egmondi van Ofwegen, 2005
- Chromonephthea exosis van Ofwegen, 2005
- Chromonephthea formosana (Kükenthal, 1903)
- Chromonephthea franseni van Ofwegen, 2005
- Chromonephthea frondosa van Ofwegen, 2005
- Chromonephthea fruticosa van Ofwegen, 2005
- Chromonephthea goudi van Ofwegen, 2005
- Chromonephthea grandis van Ofwegen, 2005
- Chromonephthea grasshoffi van Ofwegen, 2005
- Chromonephthea hartmeyeri (Kükenthal, 1910)
- Chromonephthea hirotai (Utinomi, 1951)
- Chromonephthea hoeksemai van Ofwegen, 2005
- Chromonephthea hornerae van Ofwegen, 2005
- Chromonephthea imaharai van Ofwegen, 2005
- Chromonephthea imperfecta van Ofwegen, 2005
- Chromonephthea inermis (Holm, 1894)
- Chromonephthea intermedia (Thomson & Dean, 1931)
- Chromonephthea levis van Ofwegen, 2005
- Chromonephthea megasclera van Ofwegen, 2005
- Chromonephthea minor van Ofwegen, 2005
- Chromonephthea muironensis van Ofwegen, 2005
- Chromonephthea obscura van Ofwegen, 2005
- Chromonephthea ostrina van Ofwegen, 2005
- Chromonephthea palauensis van Ofwegen, 2005
- Chromonephthea pellucida (Kükenthal, 1911)
- Chromonephthea rotunda van Ofwegen, 2005
- Chromonephthea rubra (Kükenthal, 1910)
- Chromonephthea serratospiculata (Utinomi, 1951)
- Chromonephthea sierra (Thomson & Dean, 1931)
- Chromonephthea simulata van Ofwegen, 2005
- Chromonephthea singularis van Ofwegen, 2005
- Chromonephthea slieringsi van Ofwegen, 2005
- Chromonephthea spinosa van Ofwegen, 2005
- Chromonephthea tentoriae van Ofwegen, 2005
- Chromonephthea variabilis van Ofwegen, 2005
- Chromonephthea williamsi van Ofwegen, 2005